# Lichtenbusch (België)
Lichtenbusch is een plaats in de deelgemeente Eynatten van de Duitstalige gemeente Raeren in de Belgische provincie Luik. Lichtenbusch ligt op de grens met Duitsland en langs de A3, onderdeel van de E40. 
De plaats bestaat uit twee delen die zich aan weerszijden van de Duits-Belgische grens bevinden. Het Duitse deel ligt ten zuiden van de stad Aken (deelstaat Noordrijn-Westfalen) en maakt sinds 1922 deel uit van deze gemeente.
Aan de Belgisch-Duitse grens vindt men de Maagd der Armenkapel.

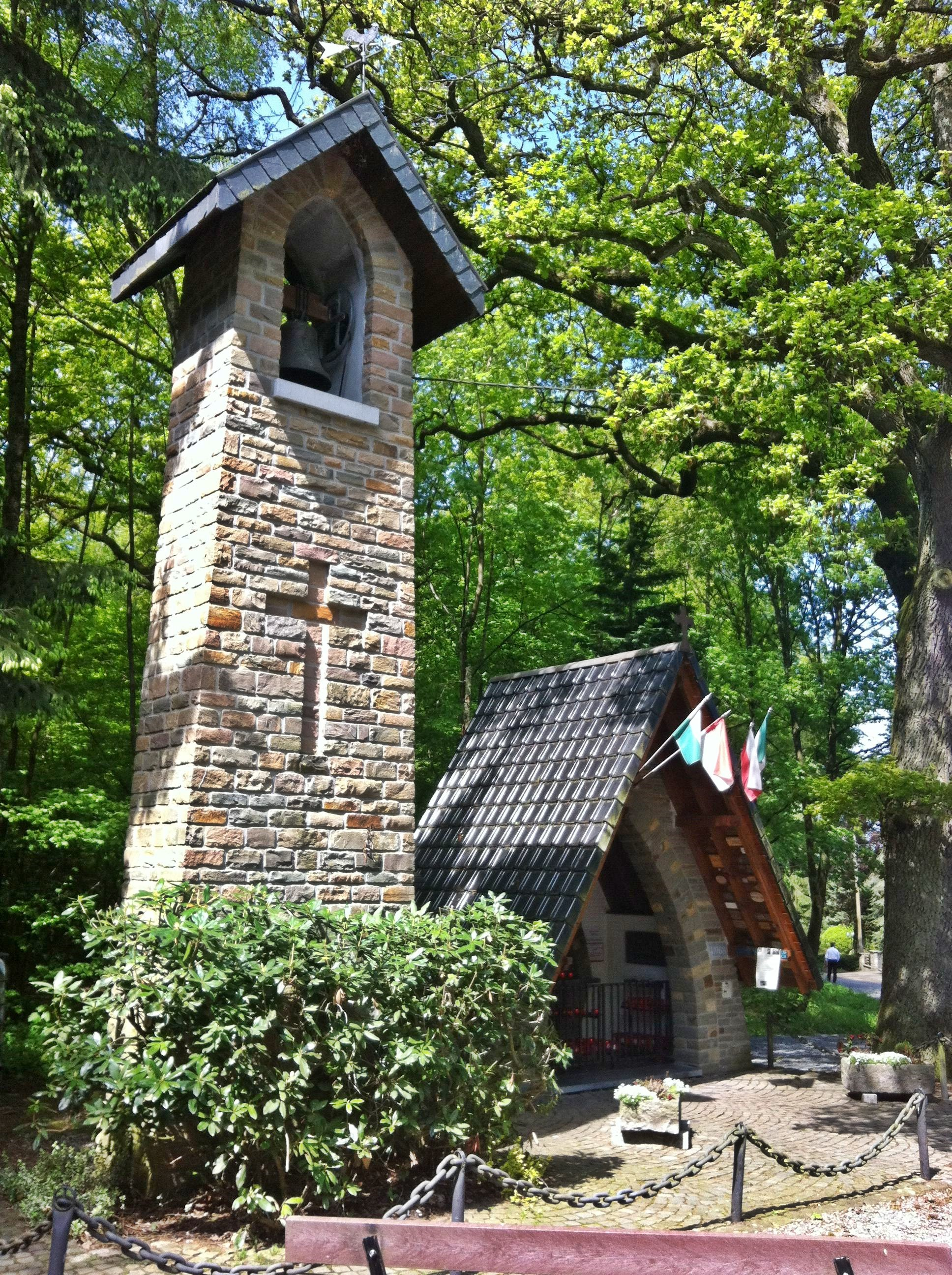
Maagd der Armenkapel

Belgisch Lichtenbusch ligt tussen het Duitse Lichtenbusch en het Belgische Eynatten.

## Bronnen van de Geul

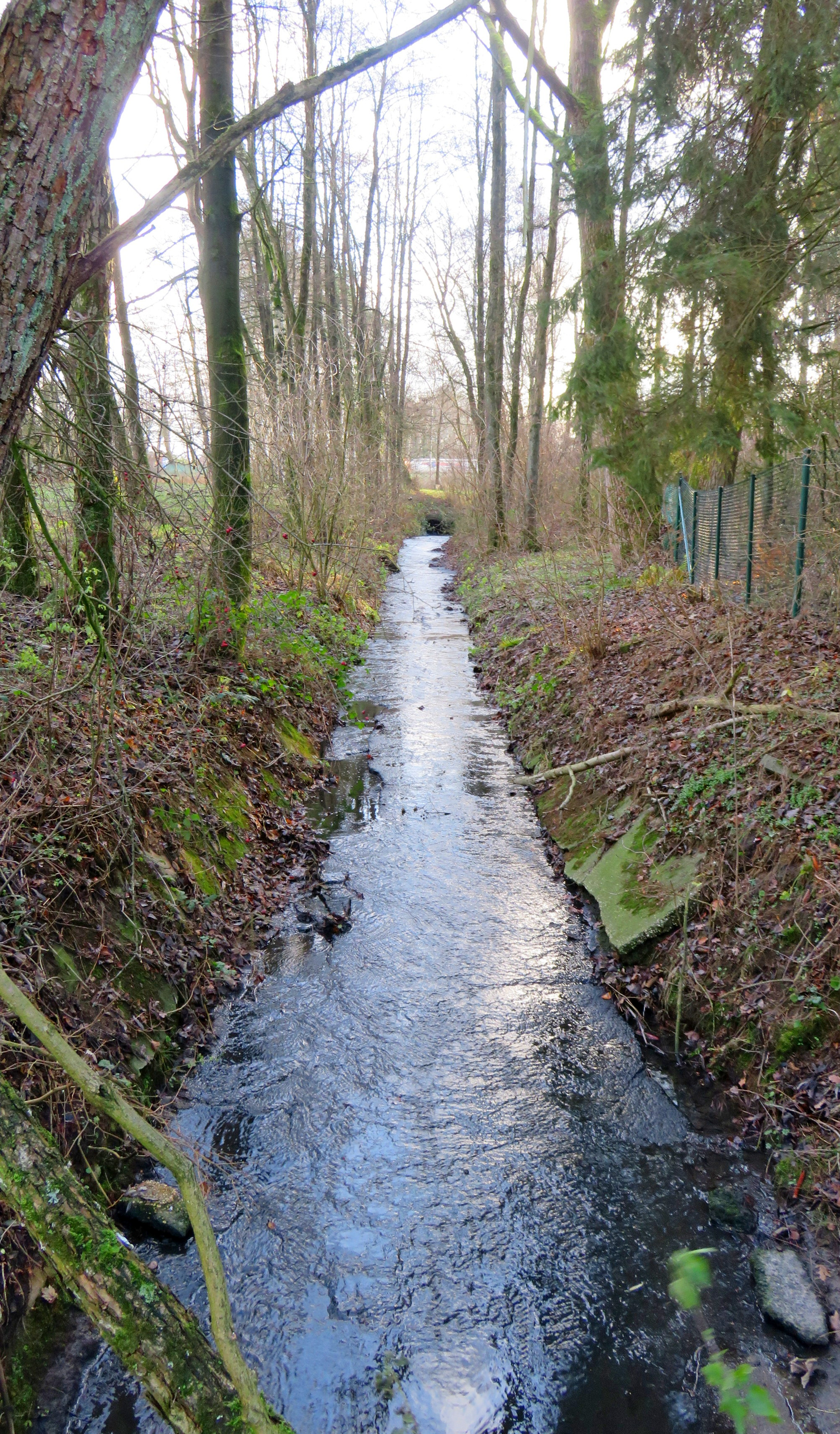
Een brontak van de Geul die een stuk door een betonnen bak loopt